# Elaphe dione
Espèce
Synonymes
- Coluber dione Pallas, 1773
- Coluber eremita Eichwald, 1831
- Coluber maeoticus Rathke, 1837
- Coluber trabalis Schlegel, 1837
- Zamenis pellioti Mocquard, 1910
- Elaphe czerskii Nikolsky, 1914

Elaphe dione est une espèce de serpents de la famille des Colubridae.

## Répartition
Cette espèce se rencontre :
- en Afghanistan ;
- en Arménie ;
- en Azerbaïdjan ;
- dans le nord de la Chine ;
- en Corée ;
- en Géorgie ;
- dans le nord de l'Iran ;
- au Kazakhstan ;
- au Kirghizistan ;
- en Ouzbékistan ;
- dans le Sud et le Sud-Est de la Russie ainsi que dans l'Extrême-Orient russe ;
- au Tadjikistan ;
- au Turkménistan ;
- dans l'est de l'Ukraine.

## Description
Elaphe dione mesure entre 100 et 150 cm. Sa coloration varie entre le gris, le jaune, le rouge et le noir.
Ce serpent se nourrit de petits mammifères, d'oiseaux et de lézards.

## Étymologie
Son nom d'espèce lui a été donné en référence à la divinité grecque Dioné,.

## Galerie

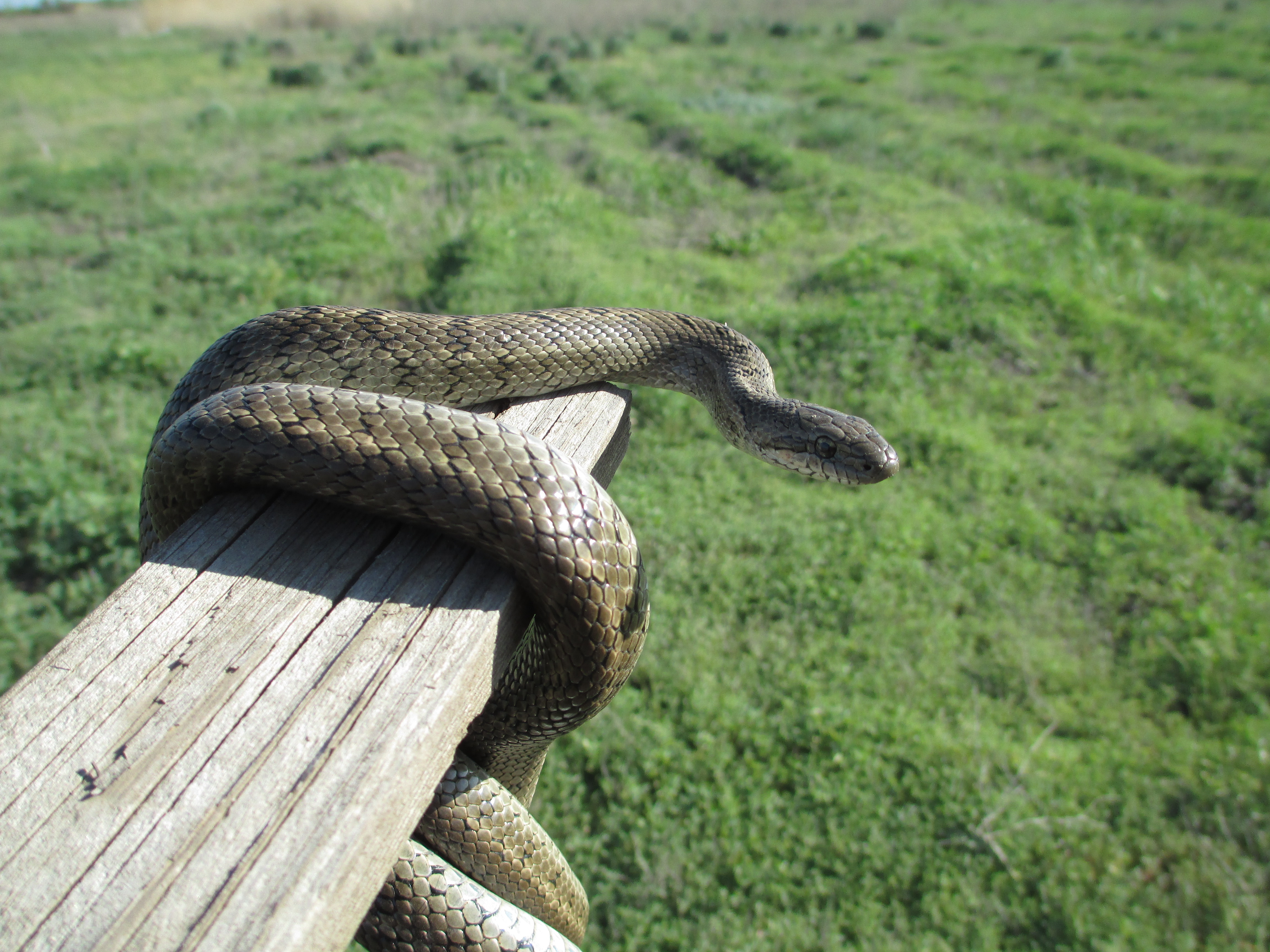
Elaphe dione in Europe
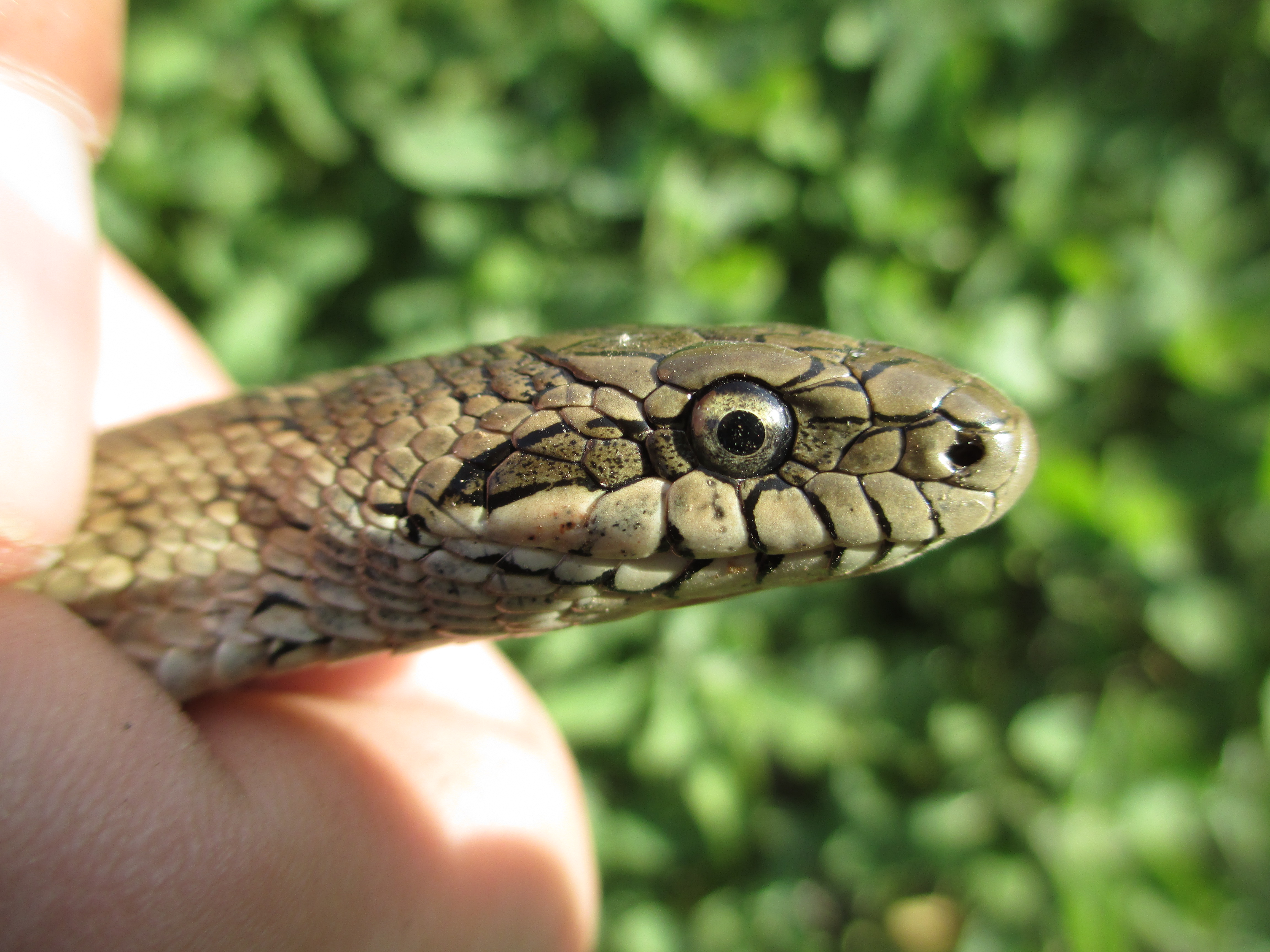
Elaphe dione at spring
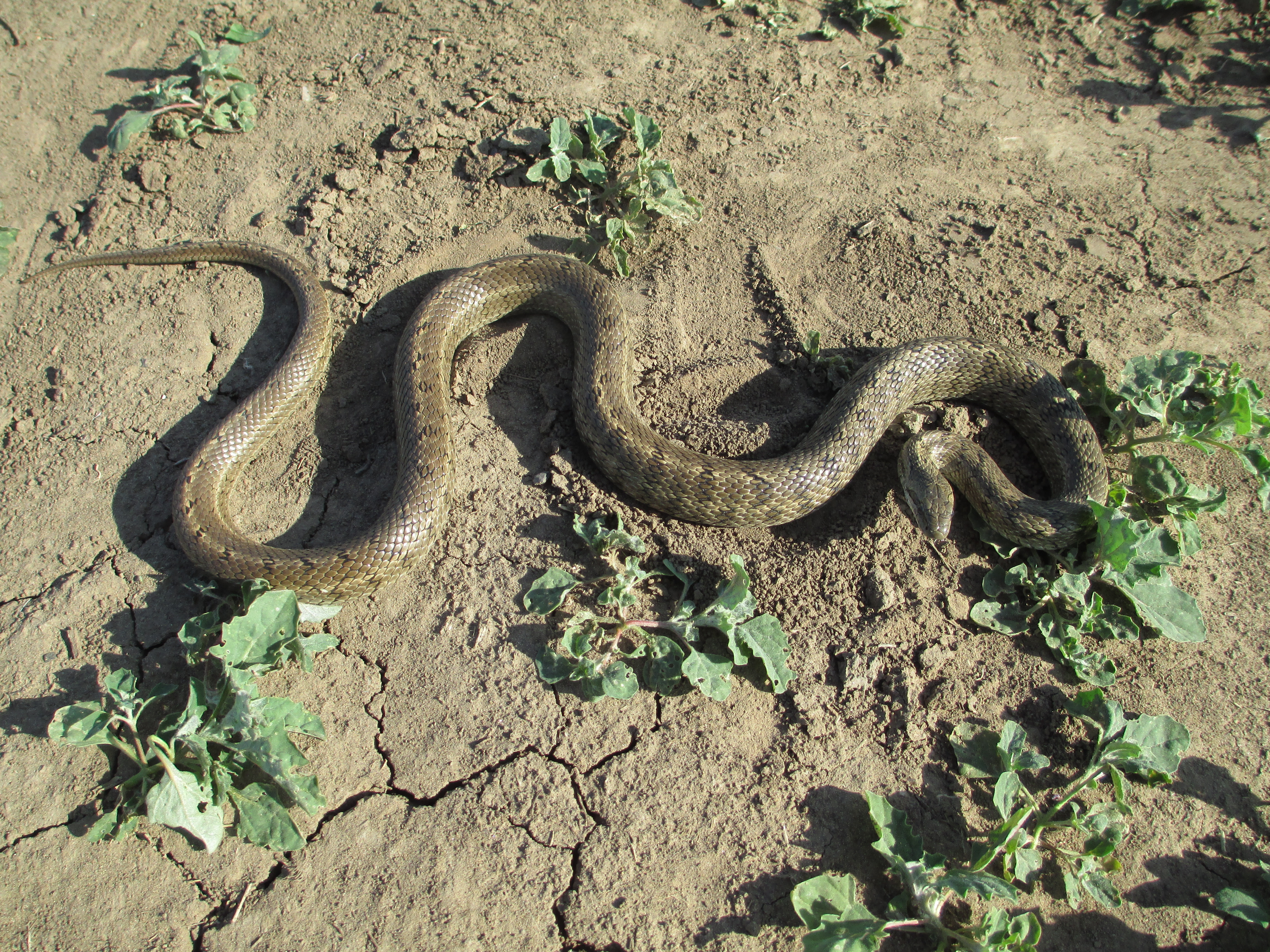
Elaphe dione on soil

## Publication originale
- Pallas, 1773 : Reise durch verschiedene Provinzen des Russischen Reiches, vol. 2, Kaiserl. Akad. Wiss., p. 1-744.